# منتخب الفلبين تحت 19 سنة لكرة القدم
منتخب الفلبين تحت 19 سنة لكرة القدم (بالإنجليزية: Philippines national under-19 football team)‏ هو ممثل الفلبين الرسمي في المنافسات الدولية في كرة القدم في فئة كرة قدم للرجال تحت 19 سنة، يديريه اتحاد الفلبين لكرة القدم.